# Forêt au Royaume-Uni

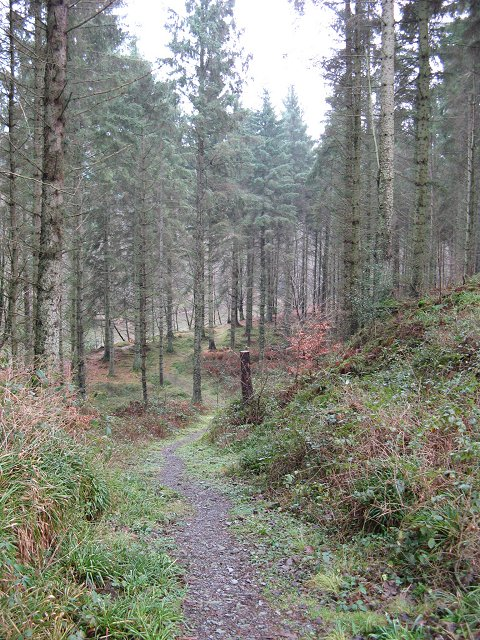
Forêt à proximité de Langholm au Royaume-Uni.

La forêt au Royaume-Uni occupe environ 12,9 % de la superficie du territoire. Le climat relativement doux et humide des îles britanniques est favorable à la pousse des arbres, cependant le Royaume-Uni est l'avant-dernier pays d'Europe pour le taux d'occupation par la forêt, juste devant la république d'Irlande.

## Répartition
Sur les 31,380 km2 de forêts, environ 30 % est du domaine public et 70 % est du domaine privé.
Pour les conifères, la répartition est la suivante (en milliers d'hectares) :
- Angleterre : 339
- Pays de Galles : 151
- Écosse : 1051
- Irlande du Nord : 66
- Total : 1608

## Histoire

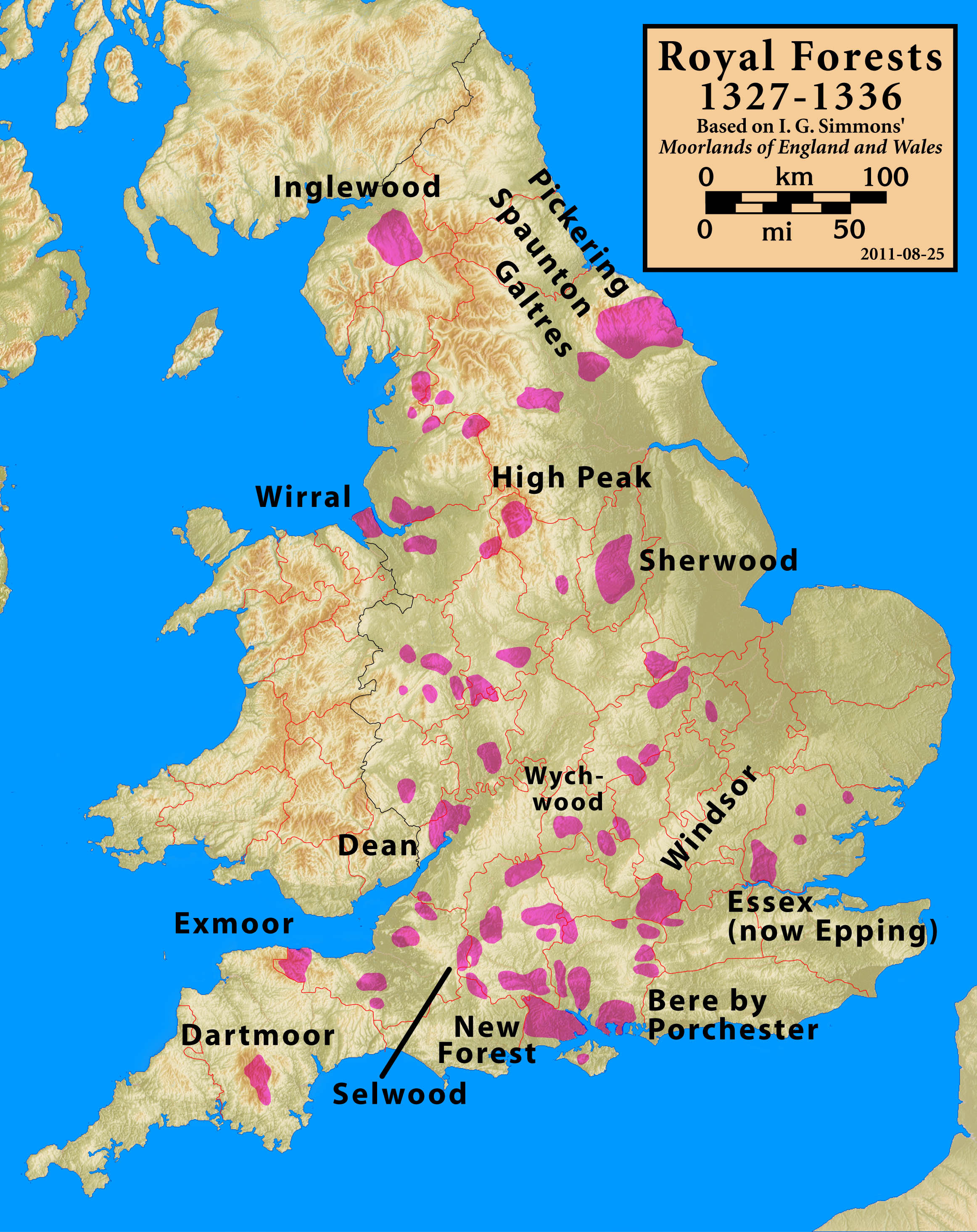
Forêts royales en Angleterre au XIV

L'abattage a fortement augmenté pendant les deux guerres mondiales, alors que les importations étaient difficiles, et les forêts ne représentaient plus que 5 % du territoire en 1919. La Forestry Commission a alors établi une réserve stratégique, et le taux de couverture est remonté à 10,8 % en 1990, 11,5 % en 2000, 11,9 % en 2010 et à près de 13 % en 2014.

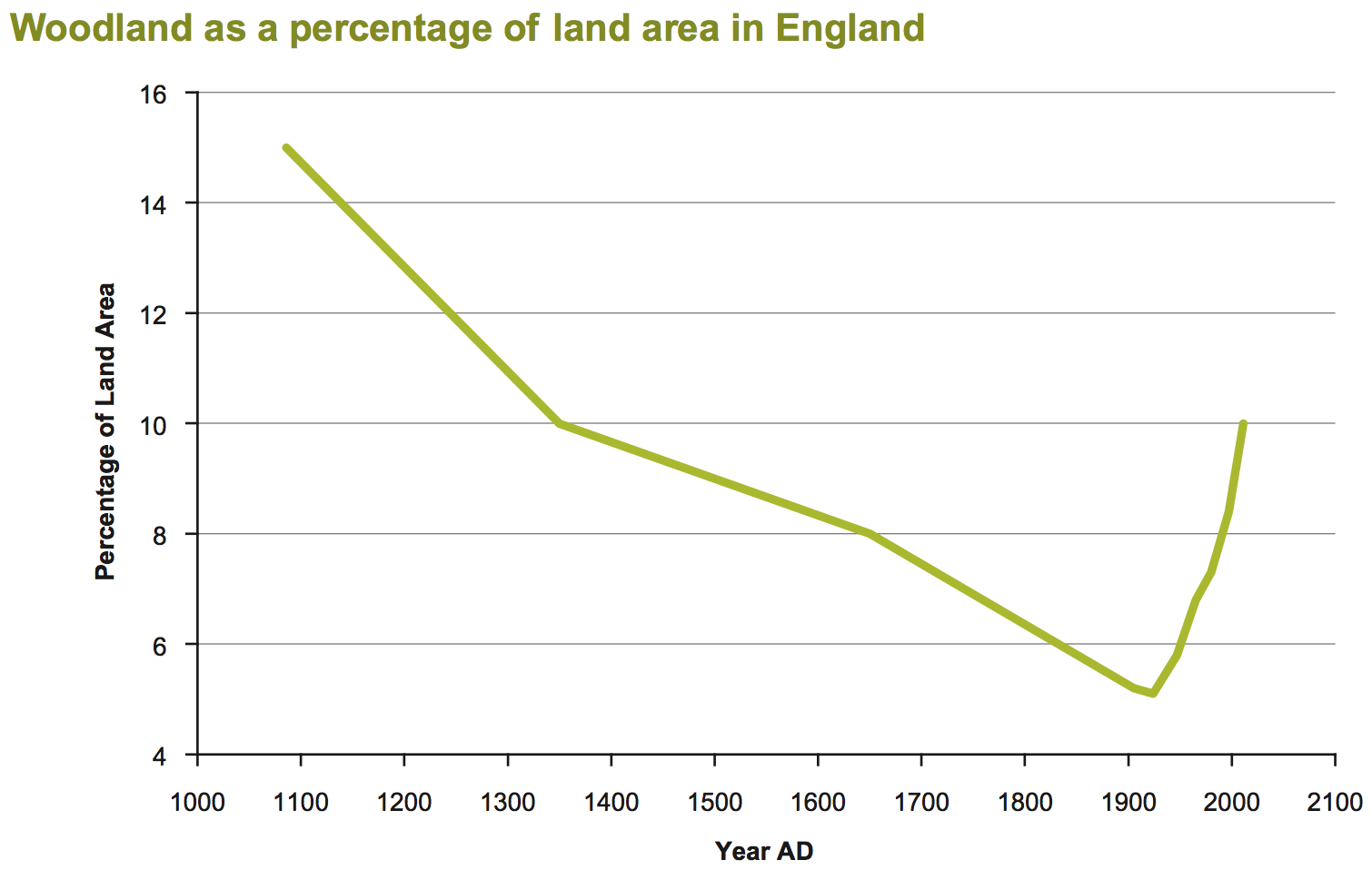
Evolution du taux d'occupation des forêts depuis le XI

## Industrie du bois
En 2013, le Royaume-Uni a produit 3 582 000 m3 de bois, et 4 561 000 tonnes de papier. La production n'est pas suffisante pour couvrir la demande intérieure.
En 2008, le pays a importé pour 1,243 millions de £.
La population active liée à l'exploitation de la forêt est de 28 000 personnes.